# Donje Primišlje
Donje Primišlje is een plaats in de gemeente Slunj in de Kroatische provincie Karlovac. De plaats telt 36 inwoners (2001).